# Brasero (software)
Brasero es un programa de grabación de discos ópticos libre para sistemas operativos basados en Unix, que sirve como front-end (usando GTK) para cdrtools, growisofs y (opcionalmente) libburn.
El programa ha sido valorado en algunos sitios.
Licenciado bajo los términos de GNU General Public License, Brasero es software libre.

## Características
- Datos CD/DVD:
  - Puede editar el contenido del disco (borrar/mover/renombrar los archivos dentro de las carpetas).
  - Puede grabar datos CD/DVD durante el proceso.
  - Filtrar automáticamente archivos no deseados(Archivos ocultos,rotos, Archivos que no se ajusten a la norma Joliet)
  - Permite multisesión.
  - Admite la extensión Joliet.
  - Puede escribir una imagen virtual en el disco duro.
- CD Audio:
  - Escribir información CD-Text (Automáticamente encontrados, gracias a GStreamer).
  - Es compatible con la edición de información CD-TEXT.
  - Puede grabar CD de audio sobre durante el proceso.
  - Puede utilizar todos los archivos de audio a cargo de GStreamer (Ogg, FLAC, MP3, etc).
  - Se pueden efectuar búsquedas de archivos de audio dentro de carpetas.
- Copiar CD/DVD:
  - Puede copiar un CD/DVD al disco duro.
  - Puede copiar CD y DVD sobre la marcha.
  - Permite DVD de una sola sesión.
  - Admite cualquier tipo de CD.
- Otras:
  - Borra CD/DVD.
  - Puede guardar/cargar proyectos.
  - Puede grabar imágenes de CD/DVD y archivos cue.
  - Previsualización de imágenes, sonidos y videos.
  - Detecta dispositivos gracias al HAL.